# Zarenkrone

Zarenkrone

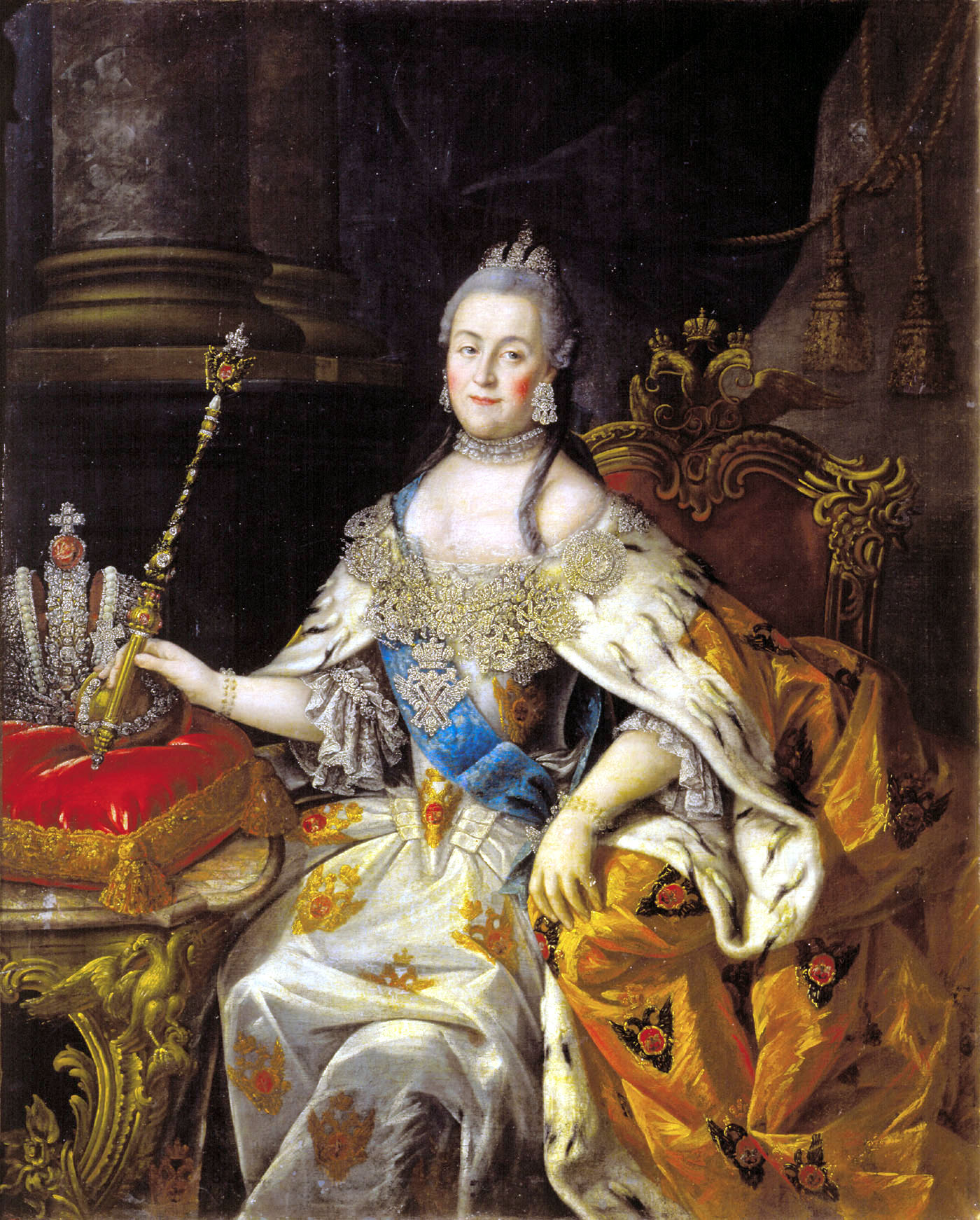
Katharina die Große mit der Krone zu ihrer Rechten

Die Zarenkrone war die offizielle Krone der Kaiser von Russland bis zum Sturz der Monarchie 1917. Erstmals krönte sich Peter I. der Große zum Kaiser. Zum letzten Mal wurde die Krone für die Krönungszeremonie von Nikolaus II. 1896 verwendet. Sie befindet sich heute in der Schatzkammer des Moskauer Kremls.

## Geschichte
Die große Zarenkrone wurde für die Krönung von Katharina II. der Großen 1762 von den Hofjuwelieren Jérémie Pauzié und Georg Friedrich Eckart hergestellt. Da sie zu spät fertiggestellt wurde, kam sie erst bei der Krönung Pauls I. 1796 zur Geltung.
Bis 1918 war die Krone, die auch Kaiserkrone Paul genannt wird, im Kronengemach im Winterpalast in St. Petersburg. Die Eremitage hat Miniaturmodelle der kaiserlichen Kronen, die von Fabergé angefertigt wurden.
Sie befand sich auch als Symbol auf mehreren Wappen und Fahnen von russischen Gebieten.

## Beschreibung
Sie hat die für eine Kaiserkrone typische Form einer Mitra mit einem Kronenbügel in der Mitte und besteht aus Silber, Gold, Perlen, 4936 Diamanten (2858 Karat) und wiegt 1907 Gramm. In der Mitte des Kronenbügels sitzt ein in Silber gerahmter gemugelter Spinell von 398,72 Karat, den die damaligen Herrscher 1676 vom chinesischen Kaiser Kangxi erworben hatten. Auf ihm befindet sich ein Diamantkreuz. Der Bügelansatz ist am Reif durch schleifenartige Gebilde verdeckt, die zu beiden Seiten in blattartige Ornamente übergehen und sich mit den rautenförmigen Ornamenten der beiden Schalen verbinden. Die zum Bügel parallel laufenden Ränder der Schalen tragen Perlen. Beide Schalen sind mittig durch ein blattartiges Ornament geteilt.